# 小津博司
小津 博司（おづ ひろし、1949年（昭和24年）7月21日 - ）は、日本の検察官。法務事務次官・次長検事・東京高等検察庁検事長、検事総長を歴任した。

## 人物
三重県伊勢市出身。東京大学法学部在学中に司法試験に合格し、大学卒業後、司法修習を経て1974年（昭和49年）検事任官。同期に柳俊夫（公安調査庁長官、大阪高検検事長）など。佐賀地検検事正、最高検検事等を経て、2004年（平成16年）大臣官房長。2006年（平成18年）に刑事局長となり、同年タウンミーティング 小泉内閣の国民対話に関し“やらせ”・“仕込み（サクラ）”（偽装）が行われていたことが後に発覚し厳重注意処分を受ける。2007年（平成19年）法務事務次官、2009年（平成21年）から札幌高等検察庁検事長と、要職を歴任、地方検察庁に所属して捜査や公判の現場を担当したのは数年に過ぎず、大半を法務省で過ごし、早くから検事総長候補と目されてきた。
2009年に起きた障害者郵便制度悪用事件で厚生労働省元局長の村木厚子に対する無罪判決が確定。その3カ月後に村木に面会し謝罪。
敵を作らない穏やかな人柄として知られ、趣味は釣りやハイキングなど自然に触れること。

## 略歴
- 1968年（昭和43年）3月 三重県立伊勢高等学校卒業（10期）
- 1971年（昭和46年）10月1日 司法試験第二次試験合格
- 1972年（昭和47年）3月 東京大学法学部卒業
- 1972年（昭和47年）4月 司法修習生（26期）
- 1974年（昭和49年）4月11日 司法修習修了
- 1974年（昭和49年）4月12日 東京地方検察庁検事
- 1975年（昭和50年）3月24日 法務省刑事局付併任
- 1977年（昭和52年）7月1日 富山地方検察庁検事
- 1979年（昭和54年）8月15日 東京地方検察庁検事
- 1981年（昭和56年）8月17日 法務省刑事局付併任
- 1983年（昭和58年）7月 外務省在ドイツ連邦共和国日本国大使館一等書記官
- 1986年（昭和61年）8月6日 法務大臣官房人事課付
- 1989年（平成元年）9月4日 法務大臣官房司法法制調査部参事官兼法務大臣官房司法法制調査部司法法制課外国法事務弁護士資格審査室長兼法務大臣官房人事課付
- 1991年（平成3年）4月4日 解法務大臣官房司法法制調査部司法法制課外国法事務弁護士資格審査室長
- 1991年（平成3年）7月1日 東京地方検察庁検事
- 1992年（平成4年）4月1日 法務大臣官房参事官
- 1994年（平成6年）4月11日 法務省刑事局刑事課長
- 1996年（平成8年）1月10日 法務省刑事局総務課長
- 1998年（平成10年）6月10日 法務大臣官房人事課長
- 2001年（平成13年）6月29日 佐賀地方検察庁検事正
- 2002年（平成14年）8月23日 最高検察庁検事
- 2003年（平成15年）5月20日 法務省大臣官房付併任、行刑改革推進委員会顧問会議議事務局長代理
- 2004年（平成16年）1月6日 内閣官房内閣審議官（内閣官房副長官補付）併任
- 2004年（平成16年）6月25日 法務省大臣官房長
- 2006年（平成18年）6月30日 法務省刑事局長
- 2007年（平成19年）7月10日 法務事務次官
- 2009年（平成21年）7月14日 札幌高等検察庁検事長
- 2010年（平成22年）12月27日 次長検事
- 2011年（平成23年）8月11日 東京高等検察庁検事長
- 2012年（平成24年）7月20日 検事総長
- 2014年（平成26年）7月18日 退官
- 2014年（平成26年）9月1日 弁護士（東京第一弁護士会）[2]、小津法律事務所所長（千代田区三番町）[3]
- 2015年（平成27年）4月1日 トヨタ自動車株式会社監査役[4]
- 2015年（平成27年）6月19日 三井物産株式会社監査役[5]
- 2016年（平成28年）3月29日 一般財団法人清水育英会代表理事[6]
- 2017年（平成29年）3月 株式会社資生堂監査役[7]
- 2019年（令和元年）11月3日 瑞宝大綬章受章[8]